# Albrecht de Beer
Albrecht de Beer (ca. 1098 - Stendal?, 18 november 1170) was een edelman in het Heilige Roomse Rijk. Hij had een indrukwekkende politieke en bestuurlijke loopbaan, vestigde de vooraanstaande positie van het geslacht van de Ascaniërs en was door zijn veroveringen de feitelijke stichter van de mark Brandenburg.

## Graaf van Ballenstedt
Albrecht was de enige zoon van Otto van Ballenstedt en Eilika Billung van Saksen. Van zijn vader erfde hij in 1123 de titel van graaf van Ballenstedt en het familiebezit dat zich van de Harz tot aan de Mulde uitstrekte. Hij vestigde zijn hof in Aschersleben. Kort daarna benoemde hertog Lotharius van Saksen, de latere keizer, hem tot markgraaf van de Lausitz. Dit was een politieke zet van Lotharius tegen keizer Hendrik V. Hoewel Albrecht de functie daadwerkelijk kon uitoefenen moest hij de functie in 1131 weer opgeven. Lotharius was toen inmiddels keizer geworden en Albrecht nam deel aan zijn Italiaanse veldtocht van 1132/1133. Tijdens die veldtocht sneuvelde markgraaf Koenraad van Plötzkau van de Noordmark. In 1134 gunde Lotharius het markgraafschap van de Noordmark aan Albrecht. Enige jaren later gunde Lotharius het Albrecht ook om het graafschap Weimar-Orlamünde te erven van een verre neef (de keizer had bij gebrek aan directe erfgenamen het graafschap ook aan de kroon kunnen laten vervallen).
Albrecht gaf zijn oudste zoons belangrijke taken in het bestuur wanneer ze volwassen werden.

## Ontstaan van de mark Brandenburg
Al vanaf 1123 had Albrecht goede betrekkingen ontwikkeld met zijn "buurman" Pribislaw, vorst van de Havel-Slaven. Pribislaw was in tegenstelling tot zijn volk christelijk en had bij zijn doop de naam Hendrik gekregen. Pribislaw streefde ernaar een vorst binnen het Duitse rijk te worden. Albrecht sloot een verbond met Pribislaw: Albrecht zou Duitse troepen in het gebied van Pribislaw legeren en in ruil daarvoor benoemde Pribislaw hem tot zijn erfgenaam. Bovendien werd Pribislaw peetvader van Albrechts oudste zoon Otto I van Brandenburg en schonk hem de streek rond het latere Kloster Lehnin. In 1134 gaf Lotharius aan Pribislaw de toestemming om zich koning te noemen. Pribislaw overleed in 1150. Albrecht kon op basis van de gemaakte afspraken, zonder problemen Pribislaws ringburcht in Brandenburg an der Havel bezetten. Ook stichtte hij een kasteel in Spandau. Het lijkt erop dat Albrecht het voornemen had om een onafhankelijk, gemengd Duits-Slavisch vorstendom te stichten. De keizerlijke administratie noemde Albrecht toen als markgraaf van Brandenburg om te benadrukken dat de goederen in Brandenburg onder het gezag van de keizer vielen, maar Albrecht vermeed die titel te gebruiken.
De oostelijke grens van het gebied dat Albrecht controleerde werd gevormd door de rivieren de Havel en de Nuthe. Ten oosten van deze rivieren heerste Jaxa van Köpenick die ook aanspraak maakte op de landen van Pribislaw. Vermoedelijk in de winter van 1157 kon Jaxa met steun van Poolse troepen en van de niet-christelijke Havel-Slaven, de troepen van Albrecht verdrijven en zijn versterkingen veroveren. Op 11 juni 1157 kon Albrecht, met hulp van aartsbisschop Wichmann van Maagdenburg, na zware gevechten de burcht van Brandenburg tot overgave dwingen. Als onderdeel van de afspraken kregen Jaxa en zijn troepen vrije aftocht naar Köpenick. Later in 1157 noemde Albrecht zichzelf voor het eerst markgraaf in Brandenburg. Pas later noemde hij zich markgraaf van Brandenburg. 1157 wordt daarom aangehouden als het jaar waarin het markgraafschap werd gesticht.
Albrecht wierf kolonisten in Saksen, het Rijnland, Vlaanderen en Holland om de woeste gronden te ontginnen in zijn nieuwe gebieden. De Vlamingen en de Hollanders speelden ook een rol bij de bouw van dijken langs de Elbe en de Havel, waar kort na 1160 mee werd begonnen. De streek Fläming herinnert nog aan deze kolonisten. Het zou nog 150 jaar duren totdat de mark Brandenburg tot aan de Oder was uitgebreid en daarmee zijn uiteindelijke omvang bereikte.

## Strijd om Saksen
Lotharius, keizer en hertog van Saksen, overleed in 1137. In 1138 nam zijn weduwe het initiatief voor een bijeenkomst van de rijksvorsten, met Pinksteren in Quedlinburg (stad), om de opvolging voor beide functies te regelen (formeel werd een koning gekozen, die daarna nog door de paus tot keizer moest worden gekroond). De keizerin steunde de aanspraken van haar schoonzoon Hendrik de Trotse, hertog van Beieren. Albrecht had echter ook een verwantschap met Lotharius en maakte aanspraken op de titel van hertog van Saksen. Albrecht sloot een bondgenootschap met hertog Koenraad van Zwaben, die al eerder tegenkoning tegen Lotharius was geweest. Hun eerste prioriteit was om de bijeenkomst in Quedlinburg te saboteren. Albrecht nam geen halve maatregelen; hij brandde de stad Quedlinburg af en verwoestte de voorraden die waren aangelegd om de vorsten te verzorgen. Er werd een nieuwe bijeenkomst georganiseerd in Koblenz (midden in Zwaben). Albrecht was daar een belangrijke medestander van Koenraad die inderdaad tot koning werd gekozen. In 1138 werd Albrecht benoemd tot hertog van Saksen.
Albrecht stuitte op veel verzet van de Saksische adel wat al snel uitliep op een open conflict. Eerst kreeg Albrecht nog militaire steun van Koenraad maar toen die minder werd, verloor Albrecht snel terrein. In 1139 werd het duidelijk dat Albrecht zijn macht als hertog van Saksen niet kon waarmaken en in 1142 werd hij als hertog van Saksen vervangen door Hendrik de Leeuw, de zoon van Hendrik de Trotse.
Vanaf 1150 begon een reeks van incidenten tussen Albrecht en Hendrik de Leeuw. Hendrik had echter de politieke steun van de nieuwe keizer Frederik I Barbarossa. In 1154 en 1158 was Albrecht zelfs gedwongen om keizerlijke aktes waarin de positie van Hendrik werd versterkt, als getuige mede te ondertekenen. Inmiddels zorgde de arrogante machtspolitiek van Hendrik ervoor dat veel van de Saksische edelen hem niet meer steunden. Albrecht was de aangewezen figuur om leiding te geven aan deze groep ontevreden edelen. In 1166 kwam het tot open oorlog toen Albrecht, met aartsbisschop Wichmann van Maagdenburg en met Lodewijk II van Thüringen, Hendriks kasteel van Haldensleben bij Maagdenburg belegerde. Het lukte niet om het kasteel te veroveren maar Albrecht en zijn bondgenoten veroverden wel een aantal andere kastelen en steden in het oosten van Saksen. De keizer dwong de strijdende partijen in 1168 tot een wapenstilstand en in 1170 tot vrede. De gevechten hadden uiteindelijk niets opgeleverd.
In 1180 verloor Hendrik het hertogdom Saksen en werd opgevolgd door Albrechts zoon Bernhard III van Saksen.

## Huwelijk en kinderen
Albrecht I was in 1124 (na 7 december) gehuwd met Sophia van Winzenburg (ca. 1105 - 25 maart 1160), dochter van graaf Herman I van Winzenburg en zijn tweede vrouw Hedwig. Zij kregen de volgende kinderen:
- Otto I van Brandenburg
- Hedwig (ca. 1130 - eind maart 1203, begraven in het klooster Altzelle bij Nossen), gehuwd met markgraaf Otto de Rijke van Meißen (1125-1190)
- Herman I van Weimar-Orlamünde
- onbekende dochter, getrouwd met Vladislav van Olomouc
- Siegfried, aartsbisschop van Bremen
- Gertrude, getrouwd met Děpold I van Jamnitz, hun zoon Děpolt II was aanvoerder van de Boheemse troepen tijdens de Derde Kruistocht
- Hendrik, kanunnik in Maagdenburg
- onbekende dochter, abdis van Quedlinburg onder de naam Meregard (1160)
- Adelbert III (-1171), graaf van Ballenstedt, gehuwd met Adelheid, dochter van Koenraad de Grote, verstoten echtgenote van Sven III van Denemarken, ze kregen drie dochters
- Adelheid, non in het klooster van Lamspringe
- Diederik (-1183), graaf van Werben, gehuwd met Machteld, dochter van Lodewijk I van Thüringen
- Bernhard III van Saksen (1140-1212)
- Eilika

## Voorouders
| Voorouders van Albrecht de Beer | Voorouders van Albrecht de Beer                                                          | Voorouders van Albrecht de Beer                                                          | Voorouders van Albrecht de Beer                                                          | Voorouders van Albrecht de Beer                                                          | Voorouders van Albrecht de Beer                                  | Voorouders van Albrecht de Beer                                  | Voorouders van Albrecht de Beer                                   | Voorouders van Albrecht de Beer                                   |
| ------------------------------- | ---------------------------------------------------------------------------------------- | ---------------------------------------------------------------------------------------- | ---------------------------------------------------------------------------------------- | ---------------------------------------------------------------------------------------- | ---------------------------------------------------------------- | ---------------------------------------------------------------- | ----------------------------------------------------------------- | ----------------------------------------------------------------- |
| Overgrootouders                 | Esiko van Ballenstedt (995-1060) ∞ Mathilde van Zwaben (988-1031/32)                     | Esiko van Ballenstedt (995-1060) ∞ Mathilde van Zwaben (988-1031/32)                     | Otto I van Weimar (1020-1067) ∞ Adela van Brabant (~1030-1083)                           | Otto I van Weimar (1020-1067) ∞ Adela van Brabant (~1030-1083)                           | Ordulf van Saksen (1022-1072) ∞ Wulfhilde van Noorwegen (-1071)  | Ordulf van Saksen (1022-1072) ∞ Wulfhilde van Noorwegen (-1071)  | Béla I van Hongarije (1016-1063) ∞ Richezza van Polen (1018-1059) | Béla I van Hongarije (1016-1063) ∞ Richezza van Polen (1018-1059) |
| Grootouders                     | Adalbert II van Ballenstedt (1030-1076/80) ∞ Adelheid van Weimar - Orlamunde (1055-1100) | Adalbert II van Ballenstedt (1030-1076/80) ∞ Adelheid van Weimar - Orlamunde (1055-1100) | Adalbert II van Ballenstedt (1030-1076/80) ∞ Adelheid van Weimar - Orlamunde (1055-1100) | Adalbert II van Ballenstedt (1030-1076/80) ∞ Adelheid van Weimar - Orlamunde (1055-1100) | Magnus van Saksen (1045-1106) ∞ Sophia van Hongarije (1044-1095) | Magnus van Saksen (1045-1106) ∞ Sophia van Hongarije (1044-1095) | Magnus van Saksen (1045-1106) ∞ Sophia van Hongarije (1044-1095)  | Magnus van Saksen (1045-1106) ∞ Sophia van Hongarije (1044-1095)  |
| Ouders                          | Otto van Ballenstedt (1065-1123) ∞ Eilika van Saksen (1081-1142)                         | Otto van Ballenstedt (1065-1123) ∞ Eilika van Saksen (1081-1142)                         | Otto van Ballenstedt (1065-1123) ∞ Eilika van Saksen (1081-1142)                         | Otto van Ballenstedt (1065-1123) ∞ Eilika van Saksen (1081-1142)                         | Otto van Ballenstedt (1065-1123) ∞ Eilika van Saksen (1081-1142) | Otto van Ballenstedt (1065-1123) ∞ Eilika van Saksen (1081-1142) | Otto van Ballenstedt (1065-1123) ∞ Eilika van Saksen (1081-1142)  | Otto van Ballenstedt (1065-1123) ∞ Eilika van Saksen (1081-1142)  |
| Albrecht de Beer (1098-1170)    |                                                                                          |                                                                                          |                                                                                          |                                                                                          |                                                                  |                                                                  |                                                                   |                                                                   |

Sophia en Albrecht maakten in 1158 een pelgrimstocht naar het heilige land. Sophia schonk het klooster van Leitzkau hoeven in Wellen en Wolmirsleben. Albrecht is begraven in Ballenstedt, Sophia is daar vermoedelijk ook begraven maar er zijn ook bronnen die het klooster van Lamspringe noemen.
Sophia's moeder Hedwig was vermoedelijk een dochter van Poppo II van Istrië.

## Trivia
De herkomst van zijn bijnaam "de Beer" is niet overgeleverd. Volgens eigentijdse bronnen was Albrecht een lange en knappe man, dus dat maakt een uiterlijke vergelijking niet waarschijnlijk.
De drie regerende hertogen uit het regerende Huis van Anhalt stichtten in 1836 een gezamenlijke Huisorde van Albrecht de Beer.
Albrecht wordt in meer dan 300 eigentijdse teksten vermeld. Daarvan zijn twintig aktes van Albrecht zelf, waarvan vijf origineel. Opvallend is dat Albrecht nauwelijks wordt vermeld in relatie tot de mark Brandenburg maar dat hij veel reisde, niet alleen binnen het rijk maar ook naar Vlaanderen, Bohemen, Polen en Italië.